# ラウラ・モランテ
ラウラ・モランテ（Laura Morante, 1956年8月21日 - ）はイタリア出身の女優。

## 略歴
サンタ・フィオーラ出身。小説家のエルサ・モランテは叔母に当たる。

## 主な出演作品
- ある愚か者の悲劇 - La tragedia di un uomo ridicolo （1981年）
- 監督ミケーレの黄金の夢 - Sogni d'oro （1981年）
- 僕のビアンカ - Bianca （1984年）
- 厚化粧の女 - La femme fardée （1990年）
- 裏切りの情事 - L'amour extreme （1991年）
- セクシャリティーズ - La Mirada del Otro （1998年）
- 息子の部屋 - La stanza del figlio （2001年）
- プロジェクトV（バイオント） 史上最悪のダム災害 Vajont - La diga del disonore （2001年）
- 愛という名の旅 - Un viaggio chiamato amore （2002年）
- ダンス オブ テロリスト - The Dancer Upstairs （2002年）
- リメンバー・ミー - Ricordati di me （2003年）
- マザー・テレサ - Madre Teresa （2003年）
- エンパイア・オブ・ザ・ウルフ - L'Empire des loups （2005年）
- モンテーニュ通りのカフェ - Fauteuils d'orchestre （2006年）
- 六つの心 - Cœurs （2006年）
- モリエール 恋こそ喜劇 Molière (2007)
- 見わたすかぎり人生 - Tutta la vita davanti （2008年）
- Il grande sogno （2009年）
- l figlio più piccolo （2010年）
- Ciliegine （2012年）初監督作品。主演も務めた。
- Romeo & Juliet （2013年）
- 戦火の愚かなる英雄 - A Farewell to Fools （2013年）
- 神様の思し召し - Se Dio vuole （2015年）
- 靴ひも - Lacci （2020年）
- Across the River and Into the Trees （2022年）